# Andreas Beck (tennisser)
Andreas Beck (Weingarten, 5 februari 1986) is een voormalige Duitse tennisspeler. In 2003 werd hij professional, en zijn hoogste ranking was 33e op de wereldranglijst. In 2009 bereikte hij de finale van het ATP-toernooi van Gstaad.

## Enkelspel
| Nr.              | Datum           | Toernooi   | Ondergrond | Tegenstander in finale | Score       | Details |
| ---------------- | --------------- | ---------- | ---------- | ---------------------- | ----------- | ------- |
| Verloren finales |                 |            |            |                        |             |         |
| 1.               | 3 augustus 2009 | ATP Gstaad | Gravel     | Thomaz Bellucci        | 3-6, 6-7(2) | Details |

## Resultatentabellen
| Legenda | Legenda                          |
| ------- | -------------------------------- |
| g.t.    | geen toernooi gehouden           |
| l.c.    | lagere categorie                 |
| –       | niet deelgenomen                 |
| G       | uitgeschakeld in de groepsfase   |
| 1R      | uitgeschakeld in de eerste ronde |
| 2R      | uitgeschakeld in de tweede ronde |
| 3R      | uitgeschakeld in de derde ronde  |
| 4R      | uitgeschakeld in de vierde ronde |
| KF      | uitgeschakeld in de kwartfinale  |
| HF      | uitgeschakeld in de halve finale |
| F       | de finale verloren               |
| W       | het toernooi gewonnen            |
| w-v     | winst/verlies-balans             |

Deze gegevens zijn bijgewerkt tot en met 7 september 2014

### Enkelspel
| Toernooi              | 2008 | 2009  | 2010  | 2011 | 2012 | 2013 | 2014 | Carrière w-v |
| --------------------- | ---- | ----- | ----- | ---- | ---- | ---- | ---- | ------------ |
| Grandslamtoernooien   |      |       |       |      |      |      |      |              |
| Australian Open       | –    | 2R    | –     | –    | 2R   | –    | –    | 2-2          |
| Roland Garros         | –    | 2R    | 2R    | 1R   | –    | 1R   | 1R   | 2-5          |
| Wimbledon             | 1R   | 1R    | 2R    | 1R   | –    | –    | –    | 1-4          |
| US Open               | 2R   | 1R    | 2R    | –    | –    | –    | 1R   | 2-4          |
| Winst-verlies         | 1-2  | 2-4   | 3-3   | 0-2  | 0-2  | 0-1  | 0-2  | 6-16         |
| Tennis Masters Cup    |      |       |       |      |      |      |      |              |
| ATP World Tour Finals | –    | –     | –     | –    | –    | –    |      | 0-0          |
| ATP Masters 1000      |      |       |       |      |      |      |      |              |
| Indian Wells          | –    | –     | 1R    | –    | –    | –    | –    | 0-1          |
| Miami                 | –    | –     | 1R    | –    | –    | –    | –    | 0-1          |
| Monte Carlo           | –    | KF    | 1R    | –    | –    | –    | –    | 4-2          |
| Rome                  | –    | –     | 1R    | –    | –    | –    | –    | 0-1          |
| Madrid                | –    | –     | –     | –    | –    | –    | –    | 0-0          |
| Montréal/Toronto      | –    | –     | –     | –    | –    | –    | –    | 0-0          |
| Cincinnati            | –    | –     | –     | –    | –    | –    | –    | 0-0          |
| Shanghai              |      | 2R    | –     | –    | –    | –    |      | 1-1          |
| Parijs                | –    | 1R    | –     | –    | –    | –    |      | 0-1          |
| Statistieken          |      |       |       |      |      |      |      |              |
| Totaal aantal titels  | 0    | 0     | 0     | 0    | 0    | 0    | 0    | 0            |
| Totaal winst-verlies  | 5-7  | 22-22 | 10-15 | 0-4  | 2-5  | 0-2  | 0-2  | 43-64        |
| Eindejaarsranking     | 109  | 39    | 154   | 98   | 449  | 186  |      | n.v.t.       |

### Dubbelspel, grand slam
| Toernooi        | 2009 | 2010 |
| --------------- | ---- | ---- |
| Australian Open | –    | –    |
| Roland Garros   | 1R   | 2R   |
| Wimbledon       | –    | –    |
| US Open         | 1R   | –    |